# Есет Котибаров
Есе́т Котиба́ров (каз. Есет Көтібарұлы, в старых хрониках: Исет Кутибаров/Кутебаров; 1807—1888) — казахский батыр и бий, крупный феодал из рода шекты племени Алимулы, руководитель антиколониального восстания, лидер национально-освободительного движения казахов.

## Биография
Родился в 1807 году в семье видного батыра и известного барантача Котибара из рода шекты (чикли) Младшего жуза, который был энергичным сподвижником непризнанного Россией Каратай-хана. При жизни своего отца он был ему товарищем, а после его смерти пошёл по его стопам. Есет пользовался большим авторитетом не только среди своего рода, но и среди представителей других казахских родов: адай, табын, шомекей, торткара, кишкене-шекты и др. Носил почётный титул «батыр» — «герой, богатырь», занимался сбором налогов, усмирением раздоров и исполнял роль судьи.

### Народно-освободительное движение 1830—1850-х годов
В 1838 году Есет вместе с Жоламан-батыром совершил нападение на Илецкое укрепление. Против него была снаряжена военная экспедиция, которая нанесла ему серьёзное поражение, но не смогла окончательно подавить восстание.
Во время восстания Кенесары Касымова в 1837—1847 годах Есет Котибаров также принял участие в борьбе против царизма. Его участие в восстании, заключавшееся в партизанских набегах на караваны и русские селения, закончилось в 1842 году. Есет, потерявший веру в силы Кенесары, обратился в сторону Хивинского ханства.
В 1846 году Есет Котибаров захотел решительно сблизиться с русскими и начал прекращать свои связи с хивинцами. Из-за противодействия султана Арслана Джантюрина, просьба Есета о кочевьях в верховьях Эмбы и в Мугоджарах не была удовлетворена и от этого пострадало хозяйство его сторонников. В 1847 году Есета наградили золотой медалью, но благодаря всё тому же султану Джантюрину медаль так и не была выдана и он вновь стал налаживать отношения с хивинцами. В 1848 году хивинский диван-беги Бек-Нияз в послании к шектинским биям требовал во всём подчиняться Есету. Требования Есета о выдаче медали и об удобных кочевьях были отвергнуты генералом Обручевым и он был вынужден кочевать в песках Барсуки.
В 1847—1858 годах Есет Котибаров возглавил восстание казахов Младшего жуза против колониального гнёта Российской империи. В 1853—1854 годах отряды под его руководством вели бои с силами приграничной царской администрации. Активная борьба Котибарова против русской колонизации стала преградой на пути продвигавшихся к Аральскому морю российских войск.
В мае 1853 года для подавления восстания были направлены султан Арслан Джантюрин, два казачьих отряда и 200 казахов, возглавляемые султаном Таукиным, майором Михайловым с Уральского укрепления и 600 казахов под руководством султана Е. Касымова. Есет Котибаров заблаговременно отправил 800 воинов им навстречу. Вооружённый поход карательного отряда закончился безуспешно.
Зиму 1853—1854 годов Есет провёл в песках Большие Барсуки, где он владел урочищем Еки-Чингиль, в котором имел постоянную зимовку. Весной 1854 года численность восставших достигла 1500 человек. Они выдвинули Российскому правительству условия: отменить налог за дым, остановить отправку карательных отрядов в казахские степи, предоставить свободу пользования пастбищными землями и возможность свободной кочёвки на берегах рек Эмба, Илек, Хобда, Урал.
Весной 1854 года был отправлен карательный отряд под командованием барона Врангеля. Неравные силы вынудили Есета Котибарова вести переговоры, где он дал обещание добровольно явиться к генерал-губернатору. Позднее Есет вновь начал подготовку к военным действиям. Повстанцы продолжали набеги на военные укрепления, угоняли лошадей, нападали на русские казачьи отряды. 21 августа 1854 года братья Е. Сатай и Матай с группой из 60 человек напали на Уральское укрепление. В 1855 году повстанцы во главе с Ерназаром Кенжалиным разгромили казачий отряд Ткачёва.

#### Восстание 1855—1858 годов
В 1855—1858 годах казахи под предводительством Есета Котибарова выступили против карательных отрядов из Оренбурга на территории Младшего жуза.
В июне 1855 года оренбургский генерал-губернатор дал задание султану Младшего жуза Арслану Джантюрину поймать Есета Котибарова. Карательный отряд, направленный оренбургскими властями, жестоко расправился с мирным населением казахских аулов. Прознав об этом, Есет собрал отряд из 1,5 тыс. шектинцев и окружил отряд Арслана Джантурина вблизи с Оренбургом. Казахам в составе отряда была дана возможность бежать и они тут же этим воспользовались. Нелюбимый простым народом султан остался вместе с казачьим отрядом из 80 человек. Из-за отдалённости от лагеря казахов, казаки не смогли помочь Джантюрину и тот был зарублен Есетом и несколькими его соратниками.
В марте 1857 года степной суд приговорил Актыбая Есмамбетова, Кулшыка Карина и Ерубая Айнакулова к расстрелу. В марте 1857 года Е. Кенжалин, Бекет Серкебаев и др. отправлены в ссылку в Сибирь. В сентябре 1857 года отряд русских неожиданно напал на лагерь Есета Котибарова и уничтожил аулы присоединившихся к нему казахов. Есет сумел спастись с небольшим отрядом и отступил к границе с Хивинским ханством. После этого разгрома, весной 1858 года генерал-губернатор Оренбургской и Самарской губерний Александр Андреевич Катенин объявил ему амнистию, при условии полного прекращения сопротивления. В 1858 году Есет Котибаров капитулировал.
На страницах «Колокола» Александр Герцен писал:

«Аугсбургская газета» рассказывает о страхе, наведенном на крестьян в Оренбургской губернии распространившимся слухом о киргизском восстании и набеге. И через несколько дней та же газета говорит об амнистии Исету Кутибарову. Жаль, что она не сообщила страшной истории — почему Исет Кутибаров откочевал к хивинской границе. Со времен ветхозаветных войн или монгольских набегов ничего не было гнуснее в свирепости, как набег полковника Кузмина и майора Дерышева, которым заправлял (еще при Перовском), сидя в своей канцелярии, бывший помощник Липранди — Григорьев. Этот кровавый эпизод еще ждет описания.
— Герцен А. И. Собрание сочинений в тридцати томах. — М.: Издательство Академии наук СССР, 1958. — Т. 13. — С. 449.
Есет Котибаров явился к Катенину с повинной, принял мирные условия царской власти и был помилован. 24 августа 1859 года с группой султанов и биев был на приёме у Александра II в Санкт-Петербурге. Михаил Терентьев называет причиной «смирения» Есета не амнистию, а «энергичные преследования отрядов, опиравшихся на степные укрепления. […] Он был окружён с одной стороны отрядами самого Катенина и Игнатьева (шедшего в Хиву), а с другой Скрябина (штабс-капитан корпуса топографов)».

Этот человек, который в 1859 году в течение своего визита в Санкт-Петербург привлёк огромное внимание публики, в течение 20-и лет держал степь в беспрерывном состоянии страха и нервного напряжения. […] Катенин, следовавший за Перовским, увидел трудность и почти невозможность поимки Котибарова на Устюрте русскими отрядами особого назначения (спецназа), рассмотрел эти события надлежащим образом и решил достигнуть примирения с мятежным лидером и пообещал ему прощение…
— Валиханов Ч., Венюков М. и др. Есет Котибаров — рыцарь степи // Русские в Средней Азии. — Лондон, 1865. — С. 367—406.

### Последние годы жизни

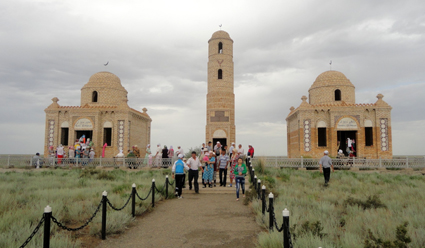
Мавзолей Есет — Дарибай, воздвигнутый над могилами Есета Котибарулы и его брата Дарибая.

В 1861 году Есет был назначен руководителем рода кабак (подразделение рода шекты), в 1869 году — помощником Иргизского уездного начальника. В 1857 году Есет получил в награду от генерал-адъютанта А. А. Катенина бархатный кафтан с позументом, в 1859 году от него же — 300 рублей серебром, в 1860 году от генерал-губернатора Н. А. Безака — серебряную чашку для кумыса и 100 рублей серебром, 1861 году от него же — серебряный поднос и чашку для кумыса, в 1862 году — золотые часы, а в 1873 году за участие в хивинском походе удостоен золотой медали «За усердие». В 1879 году освобождён от занимаемой должности.
Похоронен на родовом кладбище в урочище Шолакжиде, которое ныне расположено в Шалкарском районе Актюбинской области Казахстана.

## Характер, личные качества и внешность
В труде «Материалы для географии и статистики России, собранные офицерами Генерального штаба» Есет Котибаров описывается как «простой киргиз» и представитель «демократического элемента» в казахском народе. Он назван «ловким предводителем», но никак не «главой народа», который заботится о своих соотечественниках. За исключением рода шекты, его влияние было основано более на страхе, чем на любви и уважении. Источником его не совсем «чистых» доходов указаны грабительские набеги на караваны, угон казачьих лошадей и скотокрадство (баранта) у враждебных казахских родов.
4 июня 1858 года Есет Котибаров посетил лагерь Н. П. Игнатьева у реки Джаинды, где подпоручику А. С. Муренко (1837—1875) удалось сделать его фотографию под предлогом того, что она будет залогом неправдоподобности слухов о новых его «буйствах». Офицер Уральского казачьего войска П. Назаров, присутствовавший на этой встрече, писал: «Представьте себе мужчину громадного роста с весьма выразительными чертами лица, с выдавшимися скулами и глазами полными жизни и энергии. Он был одет со вкусом и в костюме его не было видно тех ярких цветов, какими любят украшать себя азиаты: на нем был белый шёлковый халат, опоясанный зелёным кушаком, а сверху халат чёрного сукна на темном клетчатом подбое; на голове вышитая золотом тюбетейка с меховым околышком; верхнюю, с высоким верхом шапку из белого войлока, Исет снял с себя еще при входе в кибитку».
Венгерский востоковед и путешественник Арминий Вамбери описывал Есета Котибарова (Izzet Kotibar) как «идеальный образец» странствующего рыцаря.

## Есет Котибаров в исторических источниках
Важнейшими батырами были чиклинские батыры Джанкожа Нурмухамедов и Исет Кутибаров. С последним тот час же наше начальство поссорилось и создало себе опасного врага. Влияние его и значение в народе неоспоримо…— А. И. Добросмыслов, Тургайская область — исторический очерк (Оренбург, 1902, с. 407—409)

…Имя Исета в Малой Орде было также грозно, как и соотечественника его Кены-Сары, убитого в сороковых годах… или как имя героя Кавказского Шамиля
— Василий Тимм Русский художественный листок (Санкт-Петербург, Нр. 31 от 01.11.1858): Киргизы Малой Орды, кочующие у предгорья Усть-Урта.

Я провёл один день у киргиза по имени Исет Котибаров. Для этой эпохи это была интереснейшая личность, очень популярная в степях… он оставался вождём… и исполнял должность судьи.
— Бронислав Залесский. Путешествие в казахскую Сахару/Жизнь казахских степей (Париж, 1865)

…На степных перепутьях встретил и батыра Исета Кутибарова ещё до того, как он возглавил антиколониальное движение в Приаралье, среди некоторой части казахов Малого жуза. Исет был сложен как Геркулес; его атлетические формы, его дикая красота и приемы, полные отваги, могли поразить европейца и имели сильное влияние в кругу его соотечественников.
— Ковалевский Е. П. Странствователь по суше и морям, СПб., 1843, кн.1, стр. 155
- Восстание (и деятельность) Есета широко освещались в российских изданиях XIX века: «Современник» (1851), «Всемирная иллюстрация» (1860), «Отечественные записки» (1860), «Русский вестник» (1859), «Русский художественный листок» (Нр. 31 от 01.11.1858) Василия Тимма, в «Аугсбургской газете», лондонском «Колоколе» (Нр. 28 от 15.11.1858, стр. 231) А. Герцена, капитана Валиханова Ч., М. Венюкова и др. в «Русские в Средней Азии» (Лондон, 1865, с. 367—406) и мн. др.
- Также является персонажем казахской народной лирико-эпической поэмы XIX века «Айман — Шолпан».